# Chư hầu trong Thánh chế La Mã

Lịch sử phát triển của Đế chế La Mã Thần thánh

Danh sách các nhà nước trong Đế quốc La Mã Thần thánh bao gồm bất kỳ lãnh thổ nào được cai trị bởi một cơ quan có thẩm quyền đã được trao quyền hoàng gia trực tiếp (Reichsfreiheit hay Reichsunmittelbarkeit), cũng như nhiều thực thể phong kiến khác như lãnh địa và các thái ấp.
Đế chế La Mã Thần thánh là một thực thể chính trị phức tạp tồn tại ở Trung Âu trong hầu hết thời kỳ Trung cổ và đầu thời kỳ cận đại và thường được cai trị chung bởi một Hoàng đế nói tiếng Đức được bầu lên bởi các thân vương được trao quyền tuyển đế hầu và khi đã được bầu lên thì hoàng đế sẽ giữ quyền trọn đời, một hoàng đế qua đời, các tuyển đế hầu sẽ được triệu tập để bầu ra một hoàn đế mới từ trong số các vị thân vương có chủ quyền trong đế chế. Trong suốt lịch sử của mình Nhà Habsburg là gia tộc có nhiều người được bầu làm hoàng đế nhất. Các nhà nước trong Đế chế được hưởng một hình thức thẩm quyền tự trị trong lãnh thổ của mình gọi là Landeshoheit, mang lại cho họ chủ quyền, tuy chưa bao giờ là các nhà nước có chủ quyền hoàn toàn theo nghĩa hiện đại.
Vào thế kỷ XVIII, Đế chế La Mã Thần thánh bao gồm khoảng 1.800 lãnh thổ, phần lớn là những điền trang nhỏ thuộc sở hữu của các gia đình Hiệp sĩ hoàng gia. Tuy nhiên, trong Thánh chế La Mã chỉ có những nhà nước thuộc Điền trang hoàng gia mới có vị thế chính trị của một lãnh thổ trong Đế chế La Mã Thần thánh với quyền đại diện và bỏ phiếu trong Đại hội Đế quốc (Reichstag). Các nhà cai trị lãnh thổ thế tục này có đầy đủ các quyền trên lãnh thổ của mình cai quản và người duy nhất đứng trên họ chính là Hoàng đế La Mã Thần thánh. Do đó, họ có thể cai trị các vùng lãnh thổ của mình với một mức độ tự trị đáng kể. Những lãnh địa được hưởng vị thế chính trị đó bao gồm Lãnh địa Tuyển hầu, Thân vương quốc, Công quốc, Bá quốc, Giáo phận vương quyền, Lãnh địa Đan viện, Thành bang đế quốc...
Trong quá trình Hòa giải Đức diễn ra từ năm 1802 đến 1814, hầu hết các Thân vương giáo hội, các thành bang đế chế tự do, các thân vương quốc thế tục và các thực thể tự trị nhỏ khác của Đế quốc La Mã Thần thánh đều mất tư cách độc lập và bị sáp nhập vào các nhà nước lớn hơn. Đến cuối quá trình hòa giải, số nhà nước ở Đức đã giảm từ gần 300 xuống chỉ còn 39.

## Định nghĩa thuật ngữ
- Hochstift: lãnh thổ được cai trị bởi một giám mục với tư cách là một thân vương hay còn gọi phổ biến là giám mục vương quyền.
- Lãnh địa Đan viện (Reichsabtei): một tu viện hưởng quyền hoàng gia trực tiếp. Người đứng đầu nó là Reichsabt, nghĩa đen là 'Viện trưởng Hoàng gia' hoặc 'Viện trưởng Đế chế'. Một tu viện có địa vị tương tự là Reichskloster.
- Vùng đế chế (Reichskreis, số nhiều Reichskreise): một nhóm khu vực gồm các nhà nước của Đế quốc La Mã Thần thánh, chủ yếu nhằm mục đích tổ chức phòng thủ chung và thu thuế hoàng gia, nhưng cũng là một phương tiện tổ chức trong Đại hội đế chế.
- Đại hội đế chế (Reichstag): Nghị viện của Đế chế La Mã Thần thánh. Tên tương tự đã được sử dụng ở Liên bang Bắc Đức và ở Đức cho đến năm 1945.
- Điền trang hoàng gia (Reichsstand, số nhiều Reichsstände): một thực thể trong Đế quốc La Mã Thần thánh với quyền bỏ phiếu trong Nghị viện Hoàng gia. Một số nhà nước không có ghế, trong khi một số quan chức (chẳng hạn như Người thừa kế) là thành viên không có quyền bỏ phiếu; không đủ tiêu chuẩn là các Nhà nước hoàng gia.

### Bằng tiếng Anh
- The Arenberg Archives and Cultural Centre.  "The Dukes of Arenberg".  .  Retrieved June 26, 2006.
- Austrian Federal Ministry for Education, Science and Culture. "aeiou: The Annotable, Elektronic, Interactive, Osterreich (Austria), Universal Information System".  .  Retrieved June 23, 2006.
- "Austrian and German Mediatized Houses, 1871–1919".  .  Retrieved July 4, 2006.
- "Braunschweig – Brunswick. A history".  .  Retrieved July 6, 2006.
- Cahoon, Benjamin M. (2000–2006).  "Europe Index" in WorldStatesmen.org.  .  June 26, 2006.
- Dotor, Santiago (2004).  "Historical Flags (Schleswig-Holstein, Germany)" in FOTW: Flags of the World Web Site.  .  Retrieved July 3, 2006.
- "Freiburg's History for Pedestrians" (2006).  .  Retrieved June 26, 2006.
- Graz, Thomas.  "Thomas's Glassware Tour to Central Europe: Old Glasses from Old Europe" in German History Ring.  .  Retrieved June 20, 2006.
- Hilkens, Bob (2000).  "States and Regents of the World: An Alphabetical Listing of States and Territories and their Regents in the 19th and 20th Centuries".  [https://web.archive.org/web/20091027065258/http://www.geocities.com/CapitolHill/Rotunda/2209/index.html  Retrieved June 27, 2006.
- "History of the House of Sayn".  .  Retrieved July 13, 2006.
- Kane, Ed (2000).  "Castle Directory: Alphabetical Listing of German Castles and Fortifications".   Lưu trữ ngày 19 tháng 2 năm 2012 tại Wayback Machine.  Retrieved July 28, 2006.
- The History Files: Kingdoms of Europe.  Retrieved July 9, 2006 (Updated February 25, 2007).
- "Lippe(-Detmold): Chronology of Lippe" in Genealogy.net.  .  Retrieved June 25, 2006.
- Martinsson, Örjan.  "Historical Atlas: Europe".  .  Retrieved July 14, 2006.
- "Medieval German Counties".  .  Retrieved July 9, 2006.
- "Milestones in Pomeranian History, with particular attention to Lauenburg and Buetow".  .  Retrieved June 26, 2006.
- Pantel, Mike (2000). "The History of Baden-Wurttemberg".  [liên kết hỏng].  Retrieved June 25, 2006.
- Principality of Liechtenstein.  "Liechtenstein at a Glance: History".  .  Retrieved June 25, 2006.
- Reitwiesner, William Addams (1998).  "One of the major questions about the Mediatized Houses is the word 'Mediatized'.  What does it mean?".  .  Retrieved July 1, 2006.
- Rozn, Val (1999–2003).  "The German Reigning Houses: Titles, territories, regnal chronologies".  .  Retrieved June 9, 2006.
- Rozn, Val (2002).  "The Imperial Nobility and the Constitution of the Holy Roman Empire".  .  Retrieved July 16, 2006.
- Rozn, Val (2002).  "The Last Years of the Ancient Empire".  .  Retrieved June 24, 2006
- Sainty, Guy Stair. "European Royal Houses". .  Retrieved June 23, 2006.
- Sainty, Guy Stair.  "The Knights of Saint John in Germany".  .  Retrieved July 1, 2006.
- "Schaumburg-Lippe" in Genealogy.net.  .  Retrieved June 25, 2006.
- "Sovereigns in Germany".  .  Retrieved June 22, 2006.
- Voss, Hans Peter.  "History of Schleswig Holstein".  .  Retrieved July 3, 2006.

### Bằng các ngôn ngữ khác
- Bursik, Heinrich (1998).  "Die Herrschaft Hohenberg und die Markgrafschaft Burgau".  .  For Google-translated English version .  Retrieved July 9, 2006.
- "Das Fürstenhaus Bentheim-Tecklenburg".  . For Google-translated English version, see .  Retrieved July 11, 2006.
- Höckmann, Thomas (2006).  "Territorial arrangement of North Rhine-Westphalia 1789". (Translation from the original in German through Google Search).  [liên kết hỏng].  (Excellent articles and links about the States of the Holy Roman Empire).  Retrieved June 26, 2006.
- "Mittelalterliche Genealogie im Deutschen Reich bis zum Ende der Staufer".  .  Retrieved June 23, 2006.
- Ortwein, Friedrich J. "Die Herren zu Rappoltstein" (The Lords of Rappoltstein)".  Lưu trữ ngày 7 tháng 10 năm 2023 tại Wayback Machine.  (For English translation: ).  Retrieved June 25, 2006.
- "Die Reichsstände". .  Retrieved July 8, 2006.
- Wember, Heinz.  "Die Genealogie (Genealogy) von Montfort: Bludenz, Bregenz, Feldkirch, Heiligenberg, Herrenberg, Langenargen, Pfullendorf, Rheinegg, Rothenfels, Sargans, Tettnang, Tosters, Tübingen, Vaduz, Wasserburg, Werdenberg, Zollern".  .  Retrieved June 23, 2006.
- List of imperial circles of 1532
- List of states of the Holy Roman Empire of 1521

## Bản đồ và hình ảnh minh họa
- Höckmann, Thomas (2006).  "Historical maps – Germany at the end of the 18th century".  .  Retrieved June 26, 2006.
- Westermann, Großer Atlass zu Weltgeschichte (in German; exquisite detailed maps)